# Laurent Firode
Laurent Firode est un réalisateur, acteur, directeur de la photographie, éditeur, compositeur, producteur et scénariste français né le 10 mars 1963 à Paris. Il se fait remarquer en 2000 avec Le Battement d'ailes du papillon, comédie interprétée par Audrey Tautou, Faudel et Manu Layotte. Par la suite, il réalise plusieurs téléfilms. Il est également le producteur de la chaîne Youtube « Les films à l'arrache ».

## Biographie

### Carrière de réalisateur
Après des études de chinois et d'arabe, Laurent Firode tourne son premier court métrage, La Mort du chanteur de Mexico, en 1993. Le film remporte du succès dans les festivals et lui permet de faire son premier long métrage, Le Battement d'ailes du papillon avec Audrey Tautou. Après une expérience au Canada avec un film en langue anglaise, Que le diable m'emporte (My first wedding), il revient en France où il tourne avec Johnny Hallyday Quartier VIP, puis il écrit et réalise pour la télévision plusieurs téléfilms dont La Pomme de Newton pour Arte, qui obtient le prix du meilleur scénario au Festival de la fiction TV de Saint-Tropez. En 2012, Firode sort le long métrage Par amour, avant de se consacrer pendant dix ans à la réalisation de courts métrages.
En 2022, le réalisateur revient en salle avec Le Monde d'après, une comédie satirique à sketches où sont abordés certains phénomènes sociaux (réactions durant la crise sanitaire, néo-féminisme, transhumanisme, extrémismes identitaires…). Le film, conçu en marge des institutions et des financements du cinéma français, est diffusé lors de séances spéciales dans une seule salle, où il attire quelque centaines de spectateurs. Laurent Firode lui donne une suite en avril 2023, intitulée Le Monde d'après 2, sortie simultanément en salle et sur Internet, puis un autre prolongement, Le Monde d'après 3, sorti en novembre 2023.

### Chaîne YouTube
Laurent Firode est le producteur de la chaîne Youtube « Les films à l'arrache », qui publie des courts métrages satiriques. Selon un article publié dans La Lettre, la chaîne a reçu le soutien financier du milliardaire proche des milieux catholiques conservateurs Pierre-Édouard Stérin, dans le cadre de son plan « Périclès ».

## Filmographie

### Cinéma

#### Longs métrages
- 2000 : Le Battement d'ailes du papillon
- 2005 : Quartier VIP
- 2006 : Que le diable m'emporte (My First wedding)
- 2010 : La Bataille du sida[6] (documentaire)
- 2012 : Par amour[7],[8]
- 2012 : Télé Gaucho (Acteur)
- 2022 : Le Monde d'après[9],[10]
- 2023 : Le Monde d'après 2
- 2023 : Le Monde d'après 3
- 2024 : Ce qui se voit et ce qui ne se voit pas

#### Courts métrages
Liste non exhaustive :
- 1996 : La Mort du chanteur de Mexico (Acteur et Réalisateur)
- 1997 : La nuit est belle
- 1998 : Les Astres
- 1999 : Les Menteurs
- 2012 : La Mort du Père Noël
- 2014 : Moonlight Serenade
- 2016 : La culotte
- 2017 : Le Soutien-Gorge
- 2018 : Earth Hour
- 2019 : Oscar m'a tué
- 2019 : Il y a quelqu'un chez nous
- 2019 : Power Girl
- 2020 : La Tirailleuse sénégalaise
- 2020 : Ma life
- 2021 : La Cicatrice

### Télévision
- 2004 : Moitié-moitié (TV)
- 2005 : La Pomme de Newton (TV)
- 2006 : Comment lui dire (TV)
- 2011 : Midi et soir (TV)

## Publications
- Main basse sur le cinématographe (avec Bruno Lafourcade), La mouette de Minerve, 170 p., 2024  (ISBN 978-2487526051)

## Distinctions
- 2005 : meilleur scénario pour La Pomme de Newton au Festival de la fiction TV de Saint-Tropez[11].